# Nathan Stewart-Jarrett

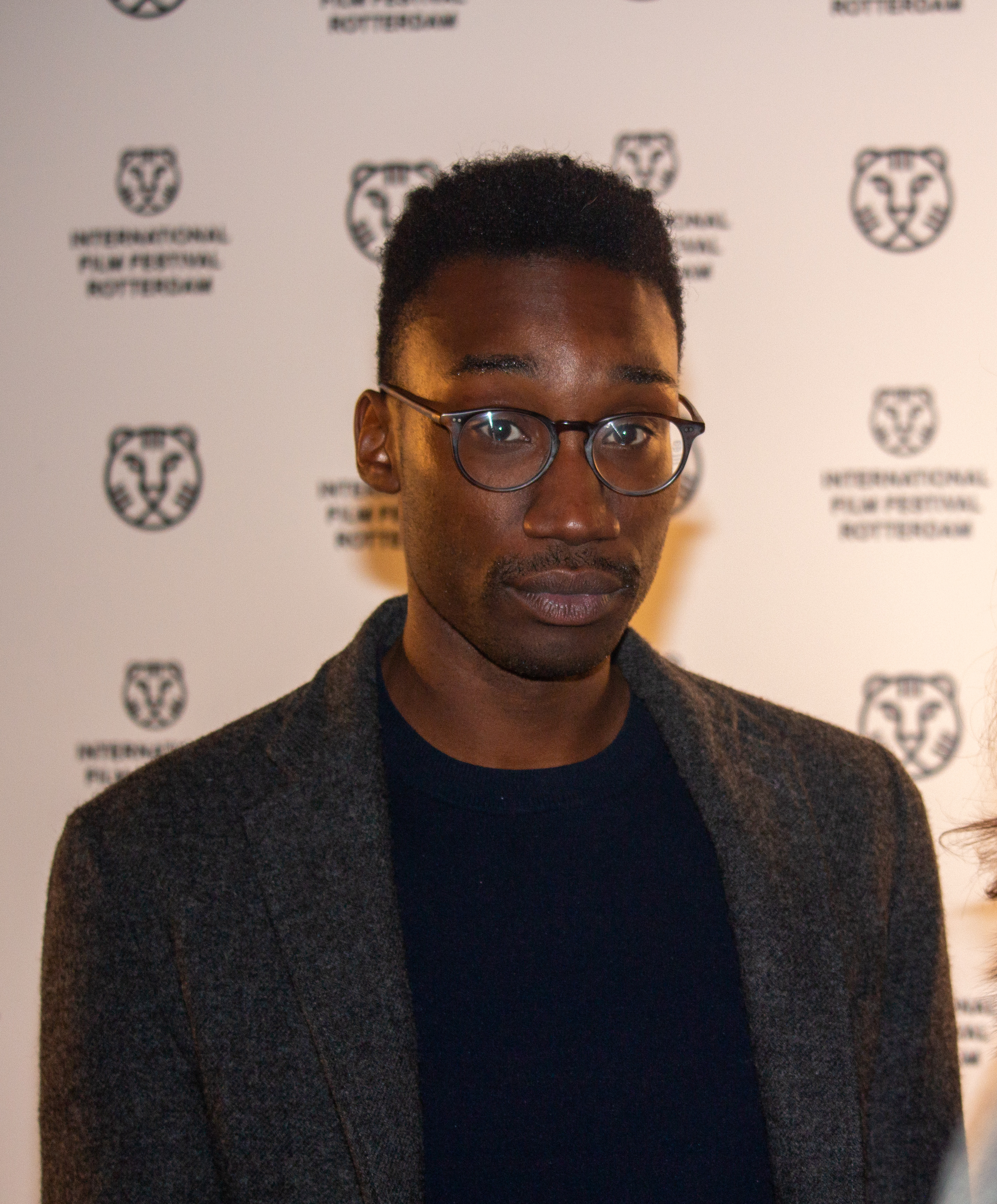
Nathan Stewart-Jarrett (2015)

Nathan Lloyd Stewart-Jarrett (* 4. Dezember 1985 in Wandsworth, Greater London) ist ein britischer Schauspieler. Bekannt wurde er durch die Rolle des Curtis Donovan in der E4-Serie Misfits.

## Leben und Karriere
Stewart-Jarrett wurde im Dezember 1985 in Wandsworth, einem Stadtbezirk von London, geboren. Er ging auf die BRIT School in Selhurst, die er 2003 abschloss. Danach besuchte er die Central School of Speech and Drama, an der er 2006 seinen Abschluss machte. Während dieser Zeit stand er in Theateraufführungen auf der Bühne.
Seine erste Rolle als Schauspieler war eine Gastrolle in der Arztserie Casualty im Jahre 2007. Danach hatte er je eine Episodenrolle in Coming Up und The Bill, bevor er 2009 Mitglied des Hauptcasts der Serie Misfits des Fernsehsenders E4 wurde. Stewart-Jarrett spielte dort die Rolle des Curtis Donovan. 2012 wurde seine Rolle während der vierten Staffel aus der Serie geschrieben.
Von 2013 bis 2014 verkörperte er den Ian Johnson in der Verschwörungsthriller-Fernsehserie Utopia.

## Filmografie (Auswahl)
- 2007, 2010: Casualty (Fernsehserie, Episode 22x06 und 24x45)
- 2009: Coming Up (Fernsehserie, Episode 7x04)
- 2009: The Bill (Fernsehserie, Episode 25x56)
- 2009–2012: Misfits (Fernsehserie, 25 Episoden)
- 2010: Money (Fernsehserie, 2 Episoden)
- 2011: Will You Marry Me?
- 2012: The Comedian
- 2013: Dom Hemingway
- 2013: The Paradise (Fernsehserie, 1 Episode)
- 2013–2014: Utopia (Fernsehserie, 12 Episoden)
- 2017: Famous in Love (Fernsehserie, 6 Episoden)
- 2018: Vita & Virginia
- 2018: Benjamin
- 2019: Mope
- 2020: Dracula
- 2020: Soulmates (Fernsehserie, Episode 1x04)
- 2021: Doctor Who (Specialepisode Revolution der Daleks)
- 2021: Generation (Fernsehserie, 8 Episoden)
- 2021: Candyman
- 2023: Culprits (Fernsehserie, 8 Episoden)
- 2023: Femme
- 2024: Azrael